# Martin Suter

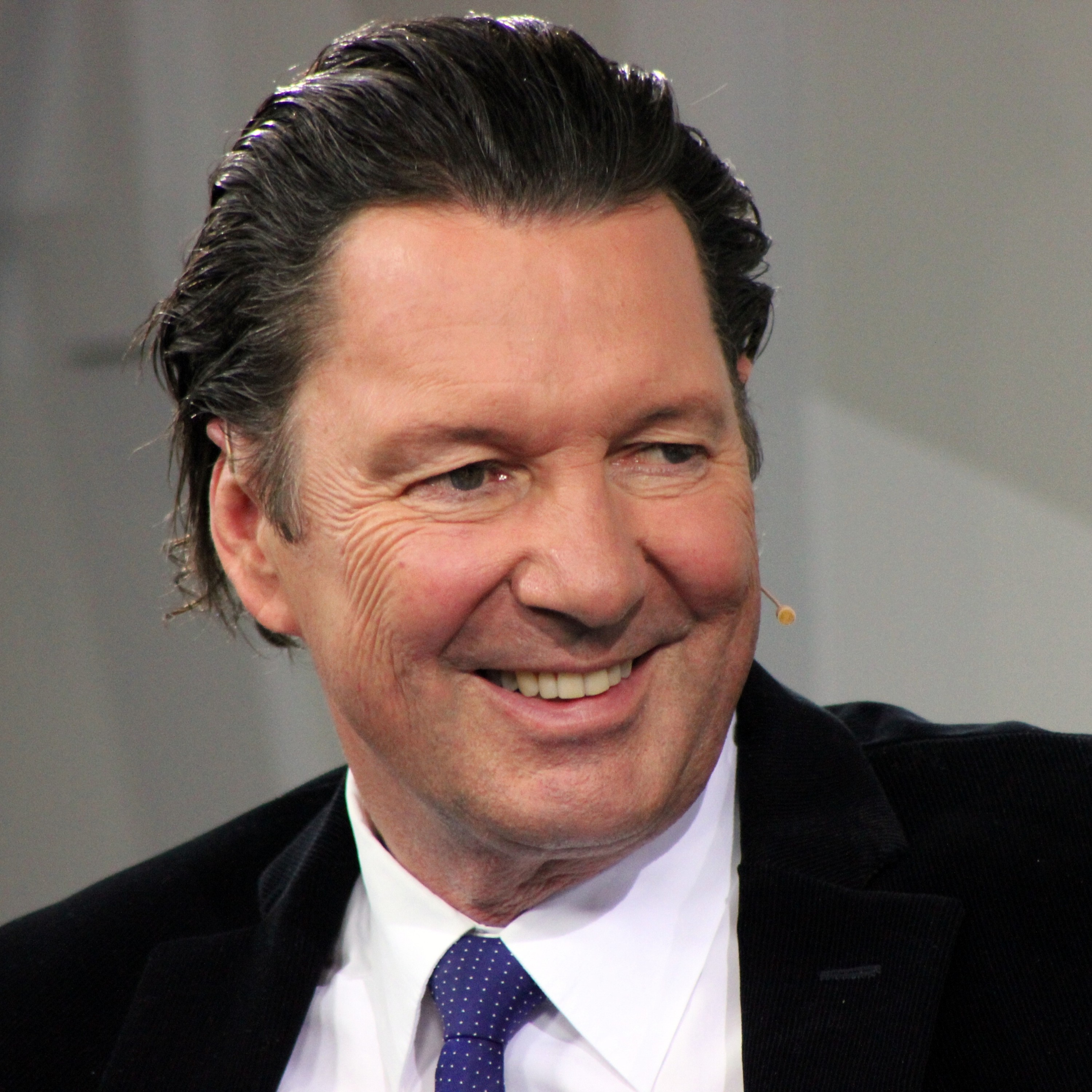
Martin Suter, 2012

Martin Suter (Zürich, 29 februari 1948) is een Zwitserse schrijver.

## Levensloop
Suter leeft met zijn vrouw, de architecte Margrith Nay Suter, afwisselend op Ibiza en in Guatemala. Suter werkte aanvankelijke voor het reclamebureau GGK, maar bleef naast zijn werk schrijven, onder andere voor het tijdschrift  GEO en scripts voor televisieseries.
Sinds 1991 werkt hij als zelfstandig schrijver. Van 1992 tot begin 2004 schreef hij zijn wekelijkse column Business Class in de Weltwoche, die daarna in het tijdschrift van de Tagesanzeiger verscheen. In 1995 kreeg Suter de prijs van de Oostenrijkse industrie voor zijn columns, waarvan sommige in boekvorm verkrijgbaar zijn.
In zijn krimi-romans Small World, Die dunkle Seite des Mondes en Ein perfekter Freund, verbindt hij zijn verhaal met kritiek op het functioneren van de maatschappij. Voor de roman Small World kreeg Suter de Ehrengabe van het Kanton Zürich en in 1998 de Franse literatuurprijs voor de beste buitenlandse roman.
Het boek Ein perfekter Freund werd in Frankrijk onder de vertaling Un ami parfait door Francis Girod verfilmd.
Suter werkt sinds kort samen met de Zwitserse musicus Stephan Eicher, voor wie hij enige teksten schreef.
Voor het Theater am Neumarkt in Zürich schreef Suter twee komedies: Über den Dingen (2004) en Mumien (2006), waarmee hij ook als toneelschrijver succes heeft.
In 2007 kreeg  Suter voor zijn roman De Duivel van Milaan (Der Teufel von Mailand) de Friedrich Glauser prijs.

## Werken
- Familie Chäller (komedie in dialect), 1982
- Sommersong (komedie in dialect), 1985
- Jenatsch (script), 1986
- Zwischensaison (script), 1990/91
- Die Direktorin (script voor televisieserie), 1992/94
- Business Class. Manager in der Westentasche (column); Zürich (Weltwoche-ABC-Verlag), 1994
- Business Class. Mehr Manager in der Westentasche (column); Zürich (Weltwoche-ABC-Verlag), 1995
- Small World (roman); Zürich (Diogenes), 1997
- Business Class. Noch mehr Manager in der Westentasche (column); Zürich (Weltwoche-ABC-Verlag), 1998
- Beresina oder Die letzten Tage der Schweiz (script), 1998/99
- Die dunkle Seite des Mondes (roman); Zürich (Diogenes), 2000
- Business Class. Geschichten aus der Welt des Managements (verhalen); Zürich (Diogenes), 2000
- Richtig leben mit Geri Weibel (verhalen); Zürich (Diogenes), 2001
- Richtig leben mit Geri Weibel. Neue Folge (verhalen); Zürich (Diogenes), 2002
- Ein perfekter Freund (roman); Zürich (Diogenes), 2002
- Business Class. Neue Geschichten aus der Welt des Managements (verhalen); Zürich (Diogenes), 2002
- Lila, Lila (roman); Zürich (Diogenes), 2004
- Über den Dingen (comedie), 2004
- Richtig leben mit Geri Weibel. Sämtliche Folgen (verhalen); Zürich (Diogenes), 2005
- Huber spannt aus und andere Geschichten aus der Business Class (verhalen); Zürich (Diogenes), 2005
- De Duivel van Milaan (Der Teufel von Mailand) (roman); Zürich (Diogenes), 2006
- Mumien (comedie), 2006
- Unter Freunden und andere Geschichten aus der Business Class (verhalen); Zürich (Diogenes), 2007
- Der letzte Weynfeldt (roman); Zürich (Diogenes), 2008
- Das Bonus-Geheimnis und andere Geschichten aus der Business Class (verhalen); Zürich (Diogenes), 2009
- Der Koch (roman); Zürich (Diogenes), 2010
- Allmen und die Libellen (roman); Zürich (Diogenes), 2011
- Die Zeit, die Zeit. Roman (roman); Zürich (Diogenes), 2012
- Allmen und die Dahlien (roman); Zürich (Diogenes), 2013
- Allmen und die verschwundene María (roman); Zürich (Diogenes), 2014.
- Montecristo; (thriller); Zürich (Diogenes), 2015.
- Elefant; (roman); Zürich (Diogenes), 2017.

- Base de données des élites suisses: 81501
- Bibsys: 5081085
- Biblioteca Nacional de España: XX1574394
- Bibliothèque nationale de France: cb13332900p (data)
- CiNii: DA14047272
- Gemeinsame Normdatei: 123543185
- International Standard Name Identifier: 0000 0001 0927 2844
- Library of Congress Control Number: no00078610
- Nationale Bibliotheek van Letland: 000151538
- MusicBrainz: 5b70f714-e1cc-4549-81b0-4ca357e76796
- Bibliotheek van het Japanse parlement: 01015588
- Nationale Bibliotheek van Tsjechië: xx0004037
- Nationale bibliotheek van Australië: 51902155
- Nationale Bibliotheek van Israël: 987007459533105171
- Nationale Bibliotheek van Polen: a0000002348456
- Nederlandse Thesaurus van Auteursnamen: 163497761
- Istituto Centrale per il Catalogo Unico: VIAV101326
- LIBRIS: 368885
- Système universitaire de documentation: 03573437X
- Virtual International Authority File: 95208322
- WorldCat: E39PBJkMKPMmkm8TjWcqKhRR8C